# MAZ-535
MAZ-535 – ciągnik artyleryjski zaprojektowany do holowania systemów artyleryjskich o wadze do 10 ton (z GCVW do 75,4 ton). Pojazd posiada automatyczną przekładnię hydromechaniczną, niezależne zawieszenie wszystkich kół oraz wspomaganie kierownicy.
MAZ-535 miał klasyczny układ z napędem na wszystkie koła, centralną lokalizację komory silnika, kabinę 2-drzwiową z lukiem dachowym i tylną płaską metalowa obudowę z namiotem.
Wyposażony został w 39-litrowy, 12-cylindrowy silnik wysokoprężny D12A-375 V12 o mocy 375 koni mechanicznych i dwustopniowy system filtracji powietrza.
Pojazdy pierwszej generacji wyposażone były w kabinę z trzema pochylonymi szybami przednimi oraz trzecią lampę umieszczoną pośrodku panelu przedniego, która służyła do oświetlania drogi w podczerwieni podczas korzystania z noktowizora.
Późniejsze wersje miały dwie płaskie szyby przednie i zwiększoną wysokość komory silnika.
Najnowsze wersje posiadały tylko dwa reflektory.
Podczas pierwszych testów ujawniono brak wytrzymałości ramy. W 1957 roku powstała zmodernizowana wersja MAZ-535A ze wzmocnioną ramą, nadwoziem i zmodyfikowanym przedziałem silnika.
MAZ-535A produkowano w Mińsku do 1961 roku a następnie produkcję przeniesiono do KZKT gdzie kontynuowana była do roku 1964.